# 大连理工大学附属高级中学
大连理工大学附属高级中学（英语：The High School Attached to Dalian University of Technology）是位于辽宁省大连市的一所高中。
学校创办于1957年，在1993年晋升为市重点高中，2008年被评为辽宁省示范性普通高中。学校由普通高中部和国际教学部组成，2014年秋启用的新校舍位于大连市高新区，占地5.5k㎡、建筑面积7.9 k㎡。